# Switlana Jermolenko
Switlana Jakiwna Jermolenko (ukrainisch Світлана Яківна Єрмоленко; * 30. Oktober 1937 in Ussurijsk, Sowjetunion) ist eine ukrainische Sprachwissenschaftlerin.

## Leben
Switlana Jermolenko kam in Ussurijsk in der heute russischen Region Primorje zur Welt.
1959 absolvierte sie die Universität Kiew und 1968 verteidigte sie ihre Dissertation zum Kandidat der Philologischen Wissenschaften, 1984 wurde sie Doktor der Philologie mit dem Fachgebiet Ukrainische Sprache und seit 1990 ist sie Professorin.
Von Oktober 1991 bis Dezember 2016 leitete sie die Abteilung für Stilistik und Sprachkultur des Instituts für Ukrainische Sprache der Nationalen Akademie der Wissenschaften der Ukraine und seit Dezember 2016 leitet sie das Institut für Stilistik, Sprachkultur und Soziolinguistik der selbigen Akademie. Unter ihrer Aufsicht verteidigten 35 Kandidaten und 5 Doktoren der Wissenschaften, die an Hochschulen der Ukraine tätig sind, ihre Dissertationen.
Jermolenko ist seit 2009 korrespondierendes Mitglied und seit 2021 Vollmitglied der Nationalen Akademie der Wissenschaften der Ukraine.

## Werk
Jermolenko ist Autorin von Werken zur Linguistik, Ethnolinguistik, linguistischen Semantik (darunter 12 Monographien, davon 9 als Co-Autorin) und der Sprache als Ukrainologie sowie Herausgeberin der halbjährlich erscheinenden Zeitschrift Kultur der Wörter. Darüber hinaus ist sie Mitglied der Redaktion und einer der Autoren der Enzyklopädie „Ukrainische Sprache“ (2000) und verfasste Artikel zum Werk von Oleh Olschytsch, Maksym Rylskyj, Lessja Ukrajinka und Taras Schewtschenko.